# Société des antiquaires de l'Ouest
La Société des antiquaires de l'Ouest (SAO) est une société historique et archéologique poitevine fondée en 1834 par Charles Mangon de La Lande. Elle a son siège à Poitiers.
La Société des antiquaires de l'Ouest a pour vocation, selon ses statuts, « la recherche, l'étude, la conservation et la description des antiquités — d'où le nom qu’elle s’est choisi — et des documents historiques, dans les pays compris entre la Loire et la Dordogne ». Elle reprend en 1988 les activités de la société des archives historiques du Poitou. 
Elle publie depuis sa fondation le Bulletin de la société des antiquaires de l’Ouest (BSAO), auquel a succédé en 2002 la Revue historique du Centre-Ouest.
Elle publie également les Mémoires de la société des antiquaires de l’Ouest.

## Présidents
| Identité                                     | Période | Période | Durée |
| Identité                                     | Début   | Fin     | Durée |
| -------------------------------------------- | ------- | ------- | ----- |
| Charles Mangon de La Lande (1770 - 1847)     | 1834    |         |       |
| Alphonse Le Touzé de Longuemar (1803 - 1881) | 1855    |         |       |
| Didier Veillon (d) (né en 1966)              |         |         |       |
| Claude Andrault-Schmitt (d) (née en 1948)    |         |         |       |
| Camille de La Croix (1831 - 1911)            |         |         |       |
| Léon Levillain (1870 - 1952)                 |         |         |       |
| Albert Tornezy (d) (1842 - 1929)             |         |         |       |
| Eugène Audinet (1859 - 1935)                 |         |         |       |